# Neidenstein
Neidenstein település Németországban, azon belül Baden-Württembergben. Lakosainak száma 1753 fő (2023. december 31.).

## Népesség
A település népessége az elmúlt években az alábbi módon változott:
| Lakosok száma | 1112 | 1322 | 1387 | 1455 | 1545 | 1552 | 1876 | 1808 | 1848 | 1753 |
|               | 1961 | 1967 | 1974 | 1980 | 1987 | 1993 | 2000 | 2006 | 2013 | 2023 |